# Wełczewo (obwód Wielkie Tyrnowo)
Wełczewo (bułg. Велчево; do 1893 pod tur. nazwą: Feda-Bej, bułg. Феда-Бей, w latach 1893-1951: Marijno, bułg. Марийно) – wieś w środkowo-wschodniej Bułgarii, kilkanaście kilometrów na południowy zachód od Wielkiego Tyrnowa, mieszka tu 217 osób (stan z roku 2022). W odległości około 5 kilometrów od miejscowości znajduje się Monastyr Kapinowski.
Z Wełczewa pochodzili m.in. historyk Nikoła Stanew, agronom Sawa Botew i duchowny Petko Christow.